# 刘德敏 (唐朝)
刘德敏，出于彭城刘氏，唐朝官員。刑部尚书刘德威之弟。参加过唐朝与吐谷浑、高昌国、高句丽的战争，封望都县开国公，升平原郡开国公。

## 生平
武德三年（620年），授中郎将，俄迁大将军。五年六月，随班例加上柱国。九年封望都县男。
贞观元年（627年），改封望都县侯，授左卫中郎将，俄迁右虞候率。九年（635年），唐朝以特进李靖为西海道行军大总管，兵部尚书侯君集为积石道行军总管，任城郡王李道宗为鄯善道行军总管，胶东郡公李道彦为赤水道行军总管，凉州都督李大亮为且末道行军总管，利州刺史高甑生为盐泽道行军总管，大举征伐吐谷浑，于西海大败吐谷浑，俘获吐谷浑王慕容伏允。七月七日，刘德敏为盐泽道行军副总管，再次大败羌人。十四年（640年），刘德敏授高昌道行军总管，兼任沙州刺史、上柱国、望都县开国侯，参与侯君集攻灭高昌国。后迁睦州刺史、松州都督。
永徽中改沙州刺史。显庆五年（660年）任潭州都督，进封望都县开国公。龙朔元年（661年），授熊津道总管，以功勋授广州都督，改封平原公。麟德元年（664年），改授金紫光禄大夫、常州剌史。逝世后，有王勃为其所做行状留世。

## 家族
- 祖父刘轸，为北齐谏议大夫、高平太守。
- 父刘子将为齐和州刺史、隋毗陵郡通守，母元氏。
- 兄刘德威，官至刑部尚书、彭城公。弟刘德智，滁州刺史。
- 两子，刘崇术，随州刺史。刘悦，凤州刺史。
- 第三女是唐高宗宰相裴炎之妻。